# Erie
Erie är en stad i Erie County i delstaten Pennsylvania i USA. Staden ligger vid Eriesjöns södra strand. Den har 103 600 invånare (2007), medan storstadsregionen (metropolitan area) har 279 100 invånare (2007).
Erie har en god hamn och är därför en betydande hamnstad, med skeppning av bland annat kol, olja, timmer och spannmål. I staden finns elektroteknisk industri, stål-, bil- och petroleumindustri. Staden har fyra college och ett campus för Pennsylvania State University.

## Historia
Erie grundades 1795, men redan 1753 låg här ett franskt fort, Fort Presque Isle. Staden fick stor betydelse sedan Beaver and Erie Canal mellan Erie och Pittsburgh färdigställdes 1844 och de första järnvägarna byggdes under 1850-talet. Den är nu Pennsylvanias enda hamn vid Saint Lawrenceleden.